# Aurora (kalender)
Aurora är en svensk kalender från Göteborg som utgavs 1855-1856 samt 1858 och 1861.
I Aurora publicerade Viktor Rydberg Singoalla för första gången.